# Апартаментът на Джо
„Апартаментът на Джо“ (на английски: Joe's Apartment) е щатска музикална комедия от 1996 г. с участието на Джери О'Конъл и Меган Уорд, и е първият филм, който е продуциран от „Ем Ти Ви Филмс“ (известен като „Ем Ти Ви Продъкшънс“). Филмът е написан и режисиран от Джон Пейсън, с компютърно анимираните сцени, ръководени от Крис Уедж чрез „Блу Скай Студиос“. Това е единствената продукция на „Ем Ти Ви Филмс“, която не включва „Парамаунт Пикчърс“. Премиерата на филма е в САЩ на 26 юли 1996 г. и е разпространен от от „Уорнър Брос“.

## Актьорски състав
| Актьор           | Роля                  |
| ---------------- | --------------------- |
| Джери О'Конъл    | Джо Е. Гротовски      |
| Меган Уорд       | Лили Дохърти          |
| Джим Търнър      | Уолтър Шит            |
| Сандра Дентън    | Бланк                 |
| Робърт Вон       | Сенатор Дохърти       |
| Дон Хо           | Алберто Бианко        |
| Джим Стерлинг    | Джизъс Бианко         |
| Шийк Махмуд-Бей  | Владимир Бианко       |
| Дейвид Хъдълстън | Пи Ай Смит            |
| Винсънт Пастор   | Брокер на апартаменти |
| Пол Бартел       | Агент на NEA          |

| Актьор           | Роля            |
| ---------------- | --------------- |
| Рокапела         | Хор от хлебарки |
| Били Уест        | Ралф            |
| Реджиналд Хъдлин | Родни           |
| Джим Търнър      |                 |
| Би Ди Уонг       |                 |
| Джим Стърлинг    |                 |
| Дейв Чапел       |                 |
| Тим Блейк Нелсън |                 |
| Годфри           |                 |
| Рик Авилс        |                 |